# Holbotia ponomarenkoi
Holbotia ponomarenkoi — викопний вид енанціорнісових птахів, що мешкав у ранній крейді, 136—113 млн років тому. Скам'янілі рештки виду знайдені у 1977 році російським палеонтологом Олександром Пономаренком у відкладеннях формації Холботу-Гол на півдні Монголії в аймаку Баянхонгор.